# Екваторіальна Гвінея
Республіка Екваторіальна Гвінея, коротка назва — Екваторіальна Гвінея (також Екваторіальна Ґвінея (ісп. República de Guinea Ecuatorial, порт. Guiné Equatorial) — країна на західному узбережжі екваторіальної частини Африки. Вона складається з Ріо-Муні (інша назва — Мбіні) на континенті і п'яти островів: Біоко (колишній Фернандо-По), Кориско, Великий та Малий Елобей і Аннобон. Сумарна площа країни 28 051 км². Столиця — місто Малабо на острові Біоко.

## Етимологія
Екваторіальна — від географічного положення. Однак екватор не проходить через сухопутну територію країни, яка розташована лише трохи північніше екватора біля берегів затоки Біафра (частина Гвінейської затоки) Атлантичного океануГвінея ж, у свою чергу, з мови сусу означає «жінки». Від португальських колоніалістів ця назва потрапила до інших європейських мов. За іншою версією, походить від берберського Akal n-Iguinawen, тобто «земля чорних».

## Природа
Держава знаходиться в Центральній Африці, частина території країни на суходолі на півночі межує з Камеруном (спільний кордон — 183 км); на півдні й сході — з Габоном (350 км). Острови й західне узбережжя омивається водами Гвінейської затоки Атлантичного океану.
Континентальна Екваторіальна Гвінея являє собою територію приблизно прямокутної форми площею 26 017 км². Біля узбережжя розташовані маленькі острівці Кориско (площа 15,5 км²) і Великий і Малий Елобей (менше 2,5 км² разом). Біоко, який лежить біля узбережжя Камеруна, має площу близько 200 км². Вулканічний острів Аннобон має площу понад 18 км² і лежить південніше екватора за 640 км на південний захід від Біоко.
Поверхня материкової частини предсталена нагір'ям Ріо-Муні висотою 600-900 м (до 1500 м). Нагір'я лежить у західній частині Африканської платформи. Породи докембрійської склдчастої основи формують масив Шайю в центральній і східній частині нагір'я. Уздовж узбережжя тягнеться низовинна приморська рівнина.
Клімат екваторіальний, постійно вологий. Середньомісячні температури 24—28°C. Середньорічна кількість опадів часто перевищує 2000 мм. Річкова мережа густа і повноводна. Головна річка — Мбіні. 
Природна рослинність — вологі екваторіальні ліси на червоно-жовтих фералітних ґрунтах. Флора представлена фікусами, мімозою, хлібними деревами та іншими дивами природи, а фауна багата слонами, леопардами, білками, кажанами і звичайно мавпами, а також іншими тропічними тваринами, які полюбляють цей природний зоопарк. Ліси Екваторіальної Гвінеї займають близько 60 % території країни

## Історія

### Колоніальний період
У 1472 році португальська експедиція під командуванням капітана Фернандо По відкрила острів в Гвінейській затоці, названий Фернандо-По (нині — острів Біоко). Колонізація острова португальцями розпочалася з 1592 року. У 1642—1648 роках островом намагалася оволодіти Нідерланди.

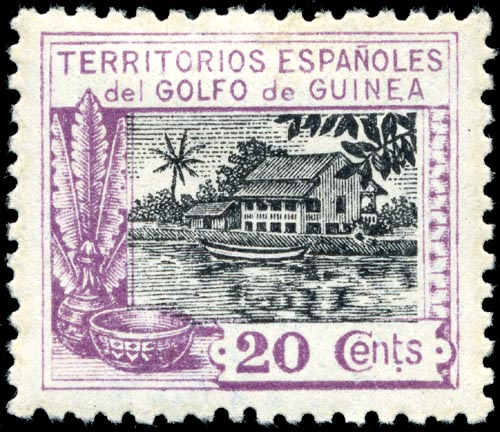
Поштова марка Іспанської Гвінеї (1924)

У 1778 році за договором Ель-Пардо Португалія передала острів і територію Ріо-Муні на континенті Іспанії. Однак іспанська експедиція, послана в Ріо-Муні, була знищена місцевим племенем бубі.
На початку XIX століття (1827 рік) острів Фернандо-По захопили англійці, заснувавши там місто Кларенс-Таун (нині — столиця Екваторіальної Гвінеї місто Малабо). У 1843 році іспанці відвоювали острів Фернандо-По, а в 1856 році завоювали територію Ріо-Муні. Плем'я бубі було витіснене в гори.
Плем'я бубі намагалося знищити іспанських колонізаторів в 1898 році, в Ріо-Муні, а потім, в 1906 році, на острові Фернандо-По. Обидва повстання були придушені іспанцями.
У 1959 році Фернандо-По і Ріо-Муні були оголошені заморськими провінціями Іспанії. У 1963 році Іспанській Гвінеї надано внутрішню автономію.

### Період незалежності
Під тиском визвольного руху 12 жовтня 1968 року проголошена незалежна республіка. Президентом став Франсиско Масіас Нгема.
У липні 1970 року президентським декретом розпущені всі партії і організації і створена Єдина національна партія трудящих, в яку було включено все доросле населення країни. У зовнішній політиці Нгема порвав стосунки з Іспанією і США (в 1970 році) і переорієнтувався на соціалістичні країни. У 1972 році він був проголошений довічним президентом країни. У 1973 році острів Фернандо-По був перейменований в острів Масіас-Нгема-Бійого.
3 серпня 1979 року в країні стався військовий переворот під проводом Теодоро Обіанга Нгеми Мбасого, колишнього заступника міністра оборони країни і племінника Масіаса Нгеми Бійого. Масіасу Нгема було пред'явлено звинувачення в 80 тисячах вбивств. Його було визнано винним в 500 вбивствах і засуджено до розстрілу. Так як населення Екваторіальної Гвінеї вірило, що Масіас є чаклуном і володіє надприродними силами, жоден із солдатів не погодився взяти участь у розстрілі. Для виконання судового вироку довелося спеціально викликати взвод марокканських найманців. Разом з п'ятьма сподвижниками Масіас був розстріляний. Острів Масіас-Нгема-Бійого був перейменований в острів Біоко. У 1979 року значна частина націоналізованої власності (плантації, підприємства, магазини тощо) були повернуті колишнім власникам. У листопаді 1979 року проголошена свобода приватного підприємництва. Незабаром були відновлені відносини з Іспанією і США, на шельфі почався видобуток нафти. У 1982 році прийнята нова конституція, що проголосила політичні свободи. Але в 1990-х роках проводилися масові арешти діячів опозиції, багато хто був убитий, встановлена фактично однопартійна диктатура.

## Політична система

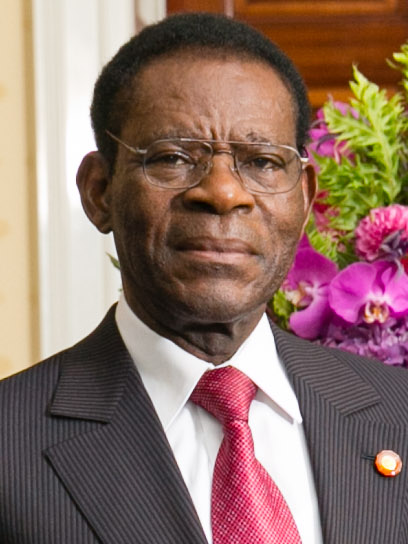
Теодоро Обіанг Нгема Мбасого, за даними американського журналу «Parade», станом на 2003 рік посідав шосте місце у десятці найгірших диктаторів сучасності.

Екваторіальна Гвінея за формою правління є президентською республікою, глава держави — президент. Державний устрій — унітарна держава.

### Парламент

#### Політичні партії
На парламентських виборах 7 березня 1999 року до парламенту Екваторіальної Гвінеї пройшли наступні політичні партії:
- Демократична партія Екваторіальної Гвінеї — 75 місць (94 %);
- Народний союз (Екваторіальна Гвінея) — 4 місць (5 %);
- Конвергенція за соціальну демократію — 1 місць (1 %)[6].

### Зовнішня політика

#### Українсько-екваторіальногвінейські відносини
Уряд Екваторіальної Гвінеї офіційно визнав незалежність України 17 січня 1992 року, дипломатичні відносини з Україною встановлено 18 травня 1992 року шляхом обміну нотами. Дипломатичних і консульських представництв в Україні не створено, найближче посольство Екваторіальної Гвінеї, що відає справами щодо України, знаходиться в Москві (Росія). Справами України в Екваторіальній Гвінеї відає українське посольство в Іспанії.

### Державна символіка
- Державний прапор
- Державний герб
- Державний гімн

## Адміністративно-територіальний поділ
В адміністративно-територіальному відношенні територія держави поділяється на: 7 провінцій.
- Аннобон
- Бйоко Норте
- Бйоко Сур
- Сентро-Сур
- Ке-Нтем
- Літорал
- Веле-Нзас

## Збройні сили
Чисельність збройних сил у 2000 році складала 1,3 тис. військовослужбовців. Загальні витрати на армію склали 11 млн доларів США.

## Економіка
Екваторіальна Гвінея — сировинно-аграрна держава. Валовий внутрішній продукт (ВВП) у 2006 році склав 25,7 млрд доларів США (104-те місце в світі); що у перерахунку на одну особу становить 50,2 тис. доларів (32-ге місце в світі, 1-ше в Африці). Промисловість разом із будівництвом становить 92 % від ВВП держави; аграрне виробництво разом з лісовим господарством і рибальством — 3 %; сфера обслуговування — 5 % (станом на 2006 рік). 
Надходження в державний бюджет Екваторіальної Гвінеї за 2006 рік склали 2,7 млрд доларів США, а витрати — 1,4 млрд; профіцит становив 93 %.
Країна потерпає через нерівномірний розвиток регіонів, нестабільну економіку і брак кваліфікованих кадрів (що частково є наслідок колоніальної епохи). Більша частина економічної допомоги надходить від іспанського уряду.
У 2012 році почалася реалізація проекту ГЕС «Сендже» на річці Веле силами британської компанії з українським корінням Duglas Alliance. Восени 2015 року відбулося перекриття річки Веле. Станом на початок 2020 року виконано 70 % робіт з будівництва гідроелектростанції.

### Валюта
Національною валютою країни слугує франк КФА.

### Промисловість
Головні галузі промисловості: харчова, нафтовидобувна і деревопереробна.

### Гірнича промисловість
У 2005 році видобуток нафти становив 153 млн барелів.

### Енергетика
За 2004 рік було вироблено 26 млн кВт·год електроенергії (експортовано 0 млн кВт·год).
У 2004 році споживання нафти склало 1,2 тис. барелів на добу, природного газу — 100 млн м³ (увесь внутрішнього виробництва).

### Агровиробництво
У сільськогосподарському обробітку знаходиться 12 % площі держави. Головні сільськогосподарські культури: кава, какао, банани, ананаси, маніок, кукурудза, арахіс, картопля.
У територіальних водах країни рибальством займаються іноземні флотилії.

### Туризм
У 1996 році прибуток від іноземних туристів становив 3 млн доларів США.

### Зовнішня торгівля
Основні торговельні партнери Екваторіальної Гвінеї: США, Китай, Іспанія, Франція, Італія.
Держава експортує: нафта, какао, деревина. Основні покупці: США (24,5 %); Китай (22 %); Іспанія (11 %). У 2006 році вартість експорту склала 9 млрд доларів США.
Держава імпортує: промислові вироби, продукти харчування. Основні імпортери: США (24,5 %); Італія (20,5 %); Франція (12 %), Іспанія (10,5 %). У 2006 році вартість імпорту склала 2,5 млрд доларів США.

### Торгівля з Україною
У 2014 році товарообіг між Україною та Екваторіальною Гвінеєю, згідно з даними Держкомстату, становив 10,86 млн доларів США, тобто знизився на 21,8 % у порівнянні з 2013 роком, причому зазначений обсяг був еквівалентним обсягові українського експорту. Лідируючі позиції в експортних поставках:
- прилади фотографічні (2,7 млн доларів, 24,9 % експорту),
- вироби з чорних металів (2,4 млн доларів, 22,1 %),
- електричні машини (2,3 млн доларів, 21,2 %),
- котли і машини (1,3 млн доларів, 12,0 %) та меблі (0,6 млн доларів, 5,5 %)[8].

## Населення
Населення держави у 2006 році становило 540 тис. осіб (160-е місце в світі). Густота населення: 17,3 осіб/км² (155-е місце в світі). Згідно зі статистичними даними за 2006 рік народжуваність 35,6 ‰; смертність 15,1 ‰; природний приріст 20,5 ‰.
Вікова піраміда населення виглядає наступним чином (станом на 2006 рік):
- діти віком до 14 років — 41,7 % (0,11 млн чоловіків, 0,11 млн жінок);
- дорослі (15—64 років) — 54,5 % (0,14 млн чоловіків, 0,15 млн жінок);
- особи похилого віку (65 років і старіші) — 3,8 % (0,009 млн чоловіків, 0,012 млн жінок).

### Урбанізація

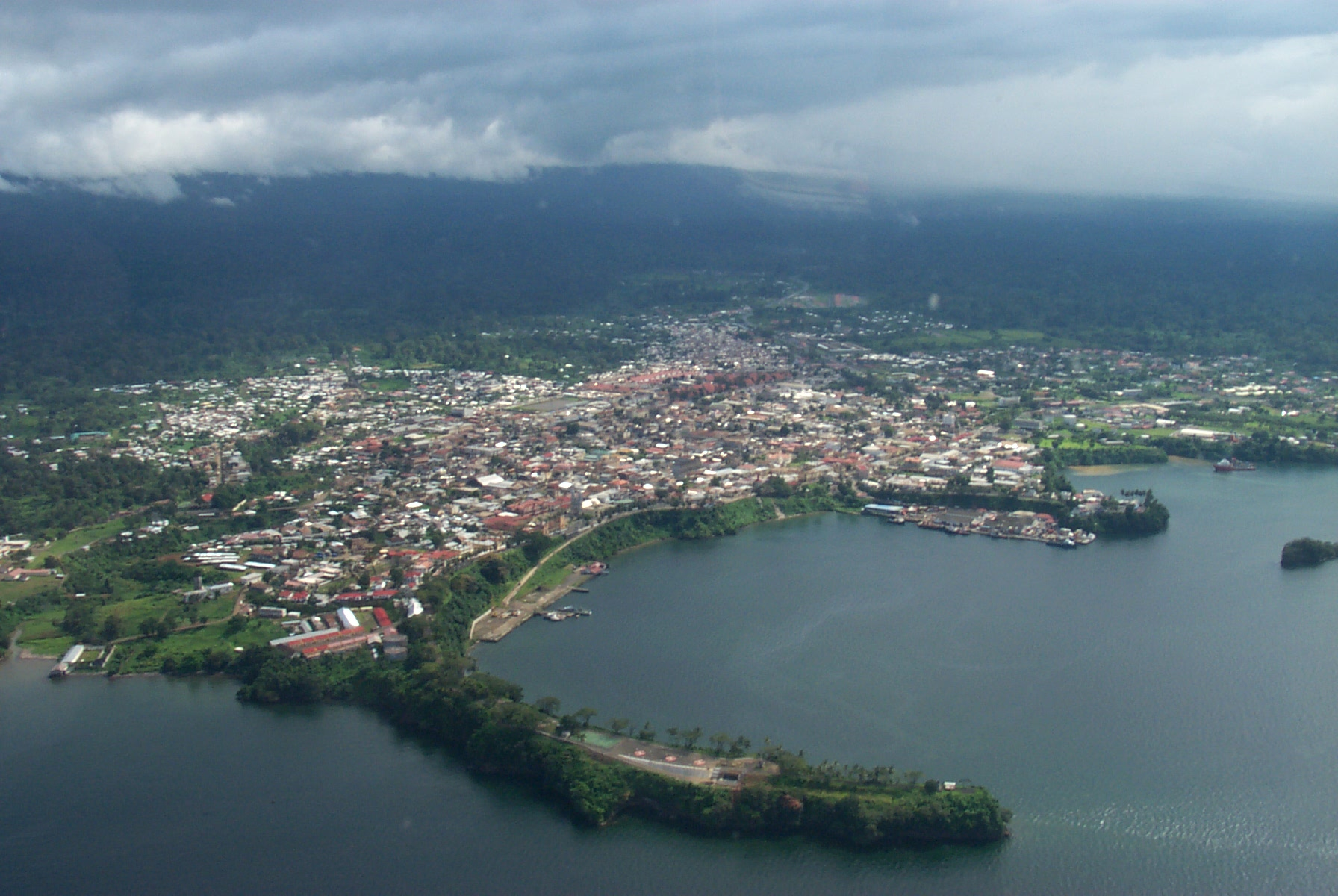
Малабо

Рівень урбанізованості в 2000 році склав 45,7 %. Головні міста держави: Малабо (297 тис. осіб), Бата (250 тис. осіб), Ебебіїн (37 тис. осіб), Аконібе (15 тис. осіб).

### Етнічний склад
Головні етноси, що складають гвінейську націю: фанг — 85 %, бубі — 9,6 %.

### Мови
Державні мови: іспанська, французька, португальська.

### Релігії
Головні релігії держави: католицтво — 93,1 % населення, протестантизм — 3 %.

### Охорона здоров'я
Очікувана середня тривалість життя в 2006 році становила 49,5 року: для чоловіків — 48 років, для жінок — 51,1 року. Смертність немовлят до 1 року становила 89,2 ‰ (станом на 2006 рік). Населення забезпечене місцями в стаціонарах лікарень на рівні 1 ліжко-місце на 89 жителів; лікарями — 1 лікар на 3,6 тис. жителів (станом на 1995 рік). 

### Освіта
Рівень письменності в 2003 році становив 85,7 %: 93,3 % серед чоловіків, 78,4 % серед жінок. У країні діє обов'язкова шкільна освіта протягом 8 років.
Витрати на освіту в 1996 році склали 1,7 % від ВВП, 3,9 % усіх державних громадських видатків.
У країні є університет, Національний Університет Екваторіальної Гвінеї, розташований у Малабо, з факультетом медицини, який знаходиться у Баті. Факультет Медицини підтримується урядом Куби. Іспанський національний університет дистанційного навчання має свої філії у Малабо та Баті.

### Інтернет
У 2006 році всесвітньою мережею Інтернет у Екваторіальній Гвінеї користувались 5 тис. осіб.

## Культура
У країні діють різноманітні культурні орґанізації (Іспано-гвінейський культурний центр та інші), головними завданнями яких є ліквідація безграмотності та культурне просування населення.

### Свята
| Дата      | Назва українською | Місцева назва | Примітки |
| --------- | ----------------- | ------------- | -------- |
| 1 січня   | Новий рік         |               |          |
| 15 серпня | День Конституції  |               |          |
| 12 жовтня | День Незалежності |               |          |
| 10 грудня | День прав людини  |               |          |
| 25 грудня | Різдво            |               |          |